# Sto roků na cestě
Sto roků na cestě je studiové album českého zpěváka Michala Prokopa a skupiny Framus Five. Jde o jeho první studiové album od roku 2006, kdy vyšlo Poprvé naposledy; poslední se skupinou Framus Five vyšlo v roce 1989 pod názvem Snad nám naše děti… Nahrávání alba probíhalo od března do července 2012 a vyšlo 30. října 2012 prostřednictvím společnosti Joe's Garage. Původně bylo vydání alba naplánováno na léto 2012.
Na počátku roku 2014 bylo album oceněno jako platinové.

## Seznam skladeb
| Pořadí | Název              | Hudba         | Text       | Délka |
| ------ | ------------------ | ------------- | ---------- | ----- |
| 1.     | Zatmění            | Michal Prokop | Jan Lacina |       |
| 2.     | Silueta            | Prokop        | Pavel Šrut |       |
| 3.     | Někdy a někde      | Prokop        | Šrut       |       |
| 4.     | Kartáček na zuby   | Petr Skoumal  | Šrut       |       |
| 5.     | Obyčejnej chlápek  | Jan Hrubý     | Šrut       |       |
| 6.     | Kuplířka Lukrécie  | Prokop        | Šrut       |       |
| 7.     | Šeherezáda         | Prokop        | Šrut       |       |
| 8.     | Zítra to roztočíme | Hrubý         | Lacina     |       |
| 9.     | Stodolní           | Skoumal       | Šrut       |       |
| 10.    | Sto roků samoty    | Prokop        | Šrut       |       |
| 11.    | Dobrý ráno miláčku | Prokop        | Lacina     |       |
| 12.    | Útěky              | Prokop        | Šrut       |       |

## Obsazení

### Hudebníci
- Michal Prokop – zpěv, harmonika, akustická kytara, klávesy, sbory
- Luboš Andršt – kytary
- Jan Hrubý – housle
- Jan Kolář – klávesy
- Jiří Šíma – saxofon
- Roman Kubát – trubka
- Zdeněk Tichota – baskytara
- Pavel Razím – bicí

Hosté
- Petr Skoumal – klávesy
- Jan Kořínek – varhany Hammond
- Bára Vaculíková – sbory
- Léňa Yellow – sbory

## Technická podpora
- Michal Prokop – producent
- Ivan Prokop – producent, fotografie
- David Gaydečka – producent
- Pavel Marcel – zvuková režie
- Pavel Bohatý – zvuková režie
- Pavel Marcel – mix, mastering
- Lucie Raškovová – fotografie
- Luděk Kubík – obal
- Karel Haloun – obal